# Сахнівці (Хмельницький район)

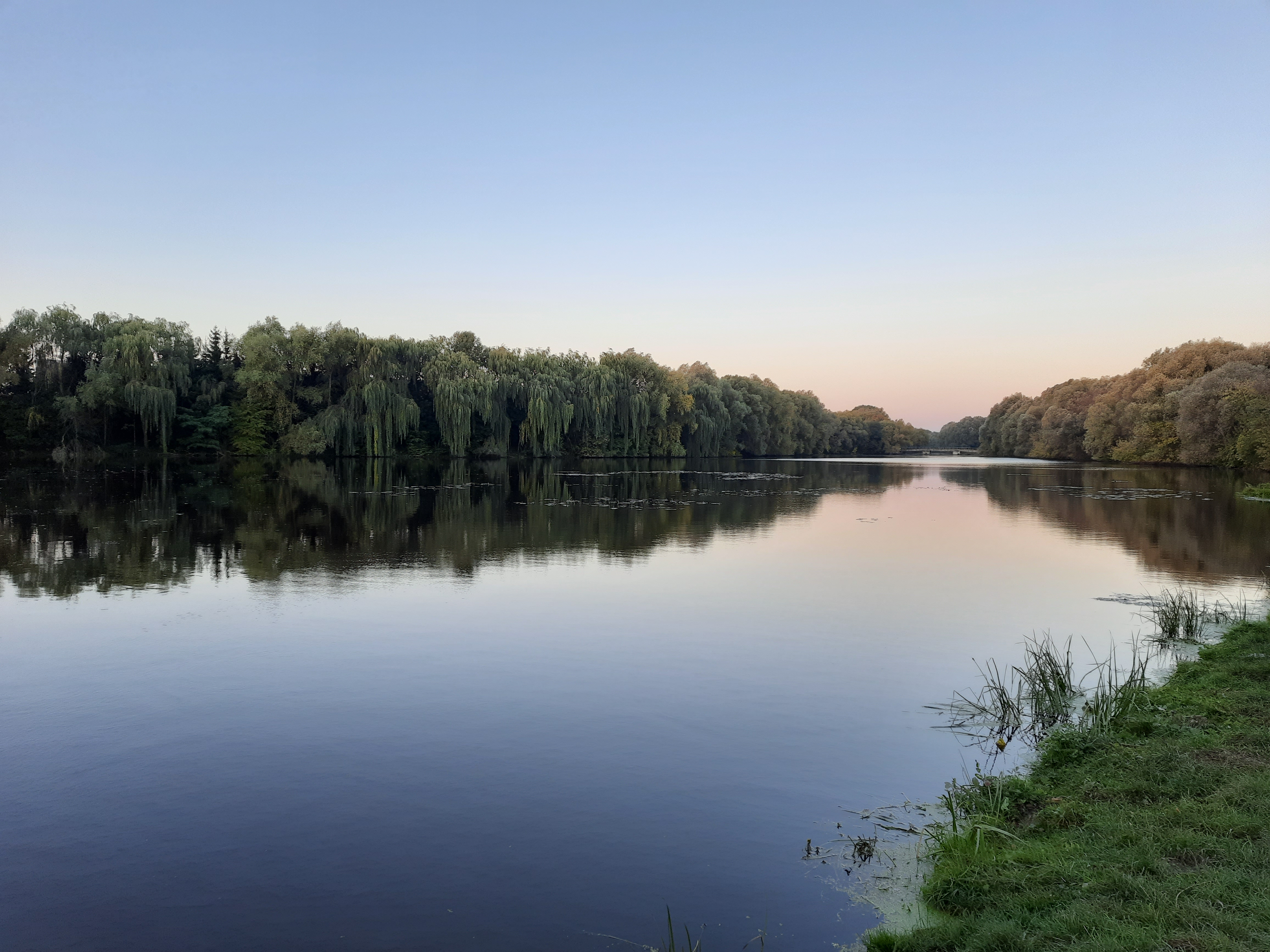
Став біля села

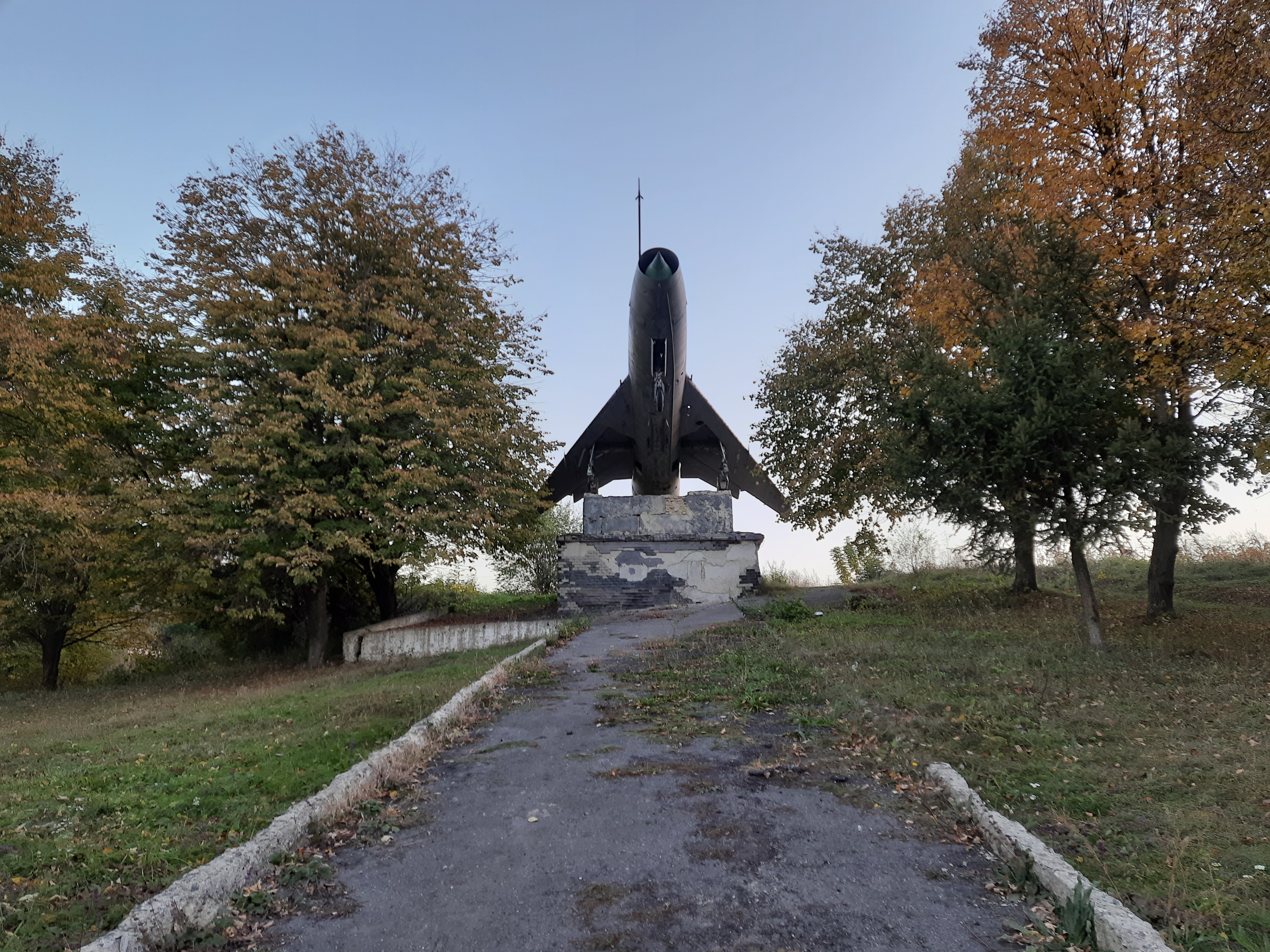
Пам'ятник авіаторам

Сахні́вці — село в Україні, у Старокостянтинівській міській громаді Хмельницького району Хмельницької області. Населення становить 850 осіб станом на 2019 рік. До 2020 орган місцевого самоврядування Сахновецька сільська рада.

## Історія
7 (20) листопада 1917 року, відповідно до.Третього Універсалу Української Центральної Ради, увійшло до складу Української Народної Республіки.
12 червня 2020 року, відповідно до розпорядження Кабінету Міністрів України № 727-р «Про визначення адміністративних центрів та затвердження територій територіальних громад Хмельницької області», увійшло до складу Старокостянтинівської міської громади.
19 липня 2020 року, після ліквідації Старокостянтинівського району, село увійшло до Хмельницького району.

## Населення

### Мова
Розподіл населення за рідною мовою за даними перепису 2001 року:
| Мова            | Кількість | Відсоток |
| --------------- | --------- | -------- |
| українська      | 1007      | 97.86%   |
| російська       | 10        | 0.97%    |
| вірменська      | 7         | 0.68%    |
| болгарська      | 2         | 0.19%    |
| румунська       | 1         | 0.11%    |
| інші/не вказали | 2         | 0.19%    |
| Усього          | 1029      | 100%     |

## Постаті
- Ярова Марія Володимирівна — заслужений працівник сільського господарства України (2019)[6].